# Enseosteus
Enseosteus is een geslacht van uitgestorven kleine selenosteïde arthrodire placodermen bekend uit de Kellwasserkalk facies uit het Laat-Devoon (Laat-Frasnien) van Duitsland en Marokko.
Enseosteus lijkt erg op de andere Kellwasserkalk-selenosteïden, hoewel de typesoort Enseosteus jaekelli een bolvormig, knopvormig rostrum heeft. Denison (1978) maakte de geslachten Ottonosteus (Ottonosteus jaekeli = Enseosteus hermanni) en Walterosteus synoniem met Enseosteus, bewerend dat de twee geslachten te veel op Enseosteus lijken om een aparte geslachtsstatus te verdienen. Rücklin (2011) is het eens met Denisons synoniem van Ottonosteus, maar verwerpt Denisons synoniem van Walterosteus, bewerend hoe Walterosteus een contact heeft tussen de rostrale plaat en de pijnappelklier, wat Enseosteus niet heeft.